# Aspidiotus arrawatta
Aspidiotus arrawatta (лат.) — вид полужесткокрылых насекомых-кокцид рода Aspidiotus из семейства щитовки (Diaspididae).

## Распространение
Эндемик Австралии.

## Описание
Мелкие щитовки, диаметр взрослых самок около 1 мм, форма тела округлая. Встречается на обеих поверхностях листьев; спинной покров белый; экзувии субцентральные, оранжевые. Размеры: 1040—1300 мкм в длину, 850—1160 мкм в ширину, наибольшая ширина в мезотораксе. Контур тела почти круглый, без углублений между сегментами тела. Просома склеротизирована при полной зрелости (длина тела 1300 мкм). Антенна простая, с одним длинным усиком. Питаются соками растений Santalales. Aspidiotus arrawatta можно отличить от других представителей комплекса A. nerii по нескольким признакам: A. arrawatta имеет цикатрисы на дорсальном субмаргине абдоминального сегмента III (отсутствуют у других видов); просома склеротизирована в зрелом возрасте (мембранная у других видов); и обычно 3 маргинальных макродукта между волосками, которые маркируют абдоминальные сегменты IV и V (всегда 2 или меньше у других видов). Вид был впервые описан в 2022 году.
Таксон Aspidiotus arrawatta включён в состав рода Aspidiotus вместе с таксонами A. murramarangensis, A. aliena, A. oliveirae.